# Museu de Arte da Pampulha

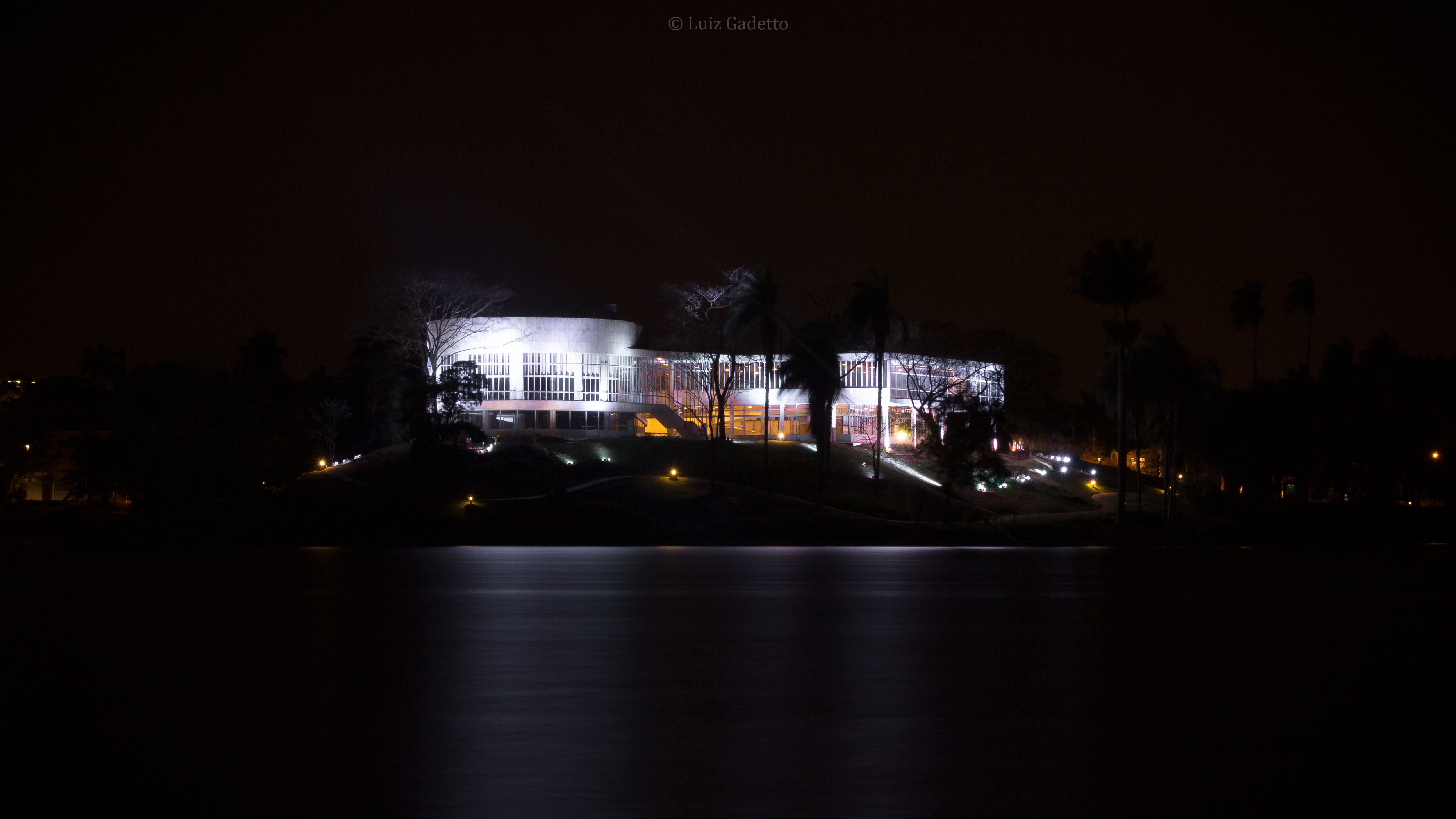
Museu de Arte da Pampulha (MAP) visto à noite

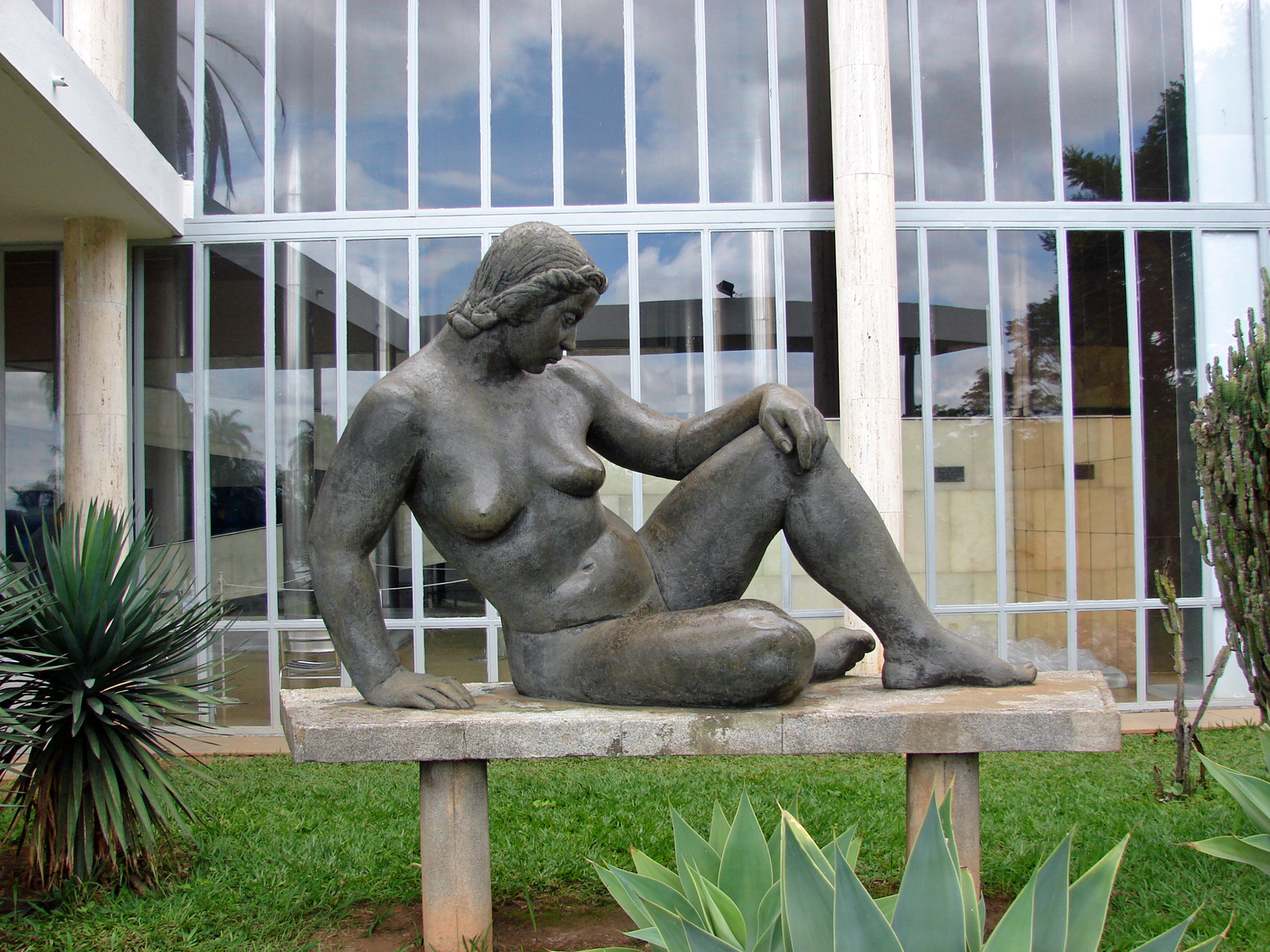
Nu, de August Zamoyski.

O Museu de Arte da Pampulha, antigo Cassino da Pampulha, é uma edificação integrante do Conjunto Arquitetônico da Pampulha, em Belo Horizonte. O edifício foi projetado pelo arquiteto Oscar Niemeyer por encomenda do então prefeito da cidade, Juscelino Kubitschek, e é, junto com o restante do conjunto, reconhecido pela Unesco como Património Mundial desde 2016.

## Construção
É um dos prédios projetados pelo arquiteto Oscar Niemeyer, com cálculo estrutural do engenheiro Joaquim Cardoso, ao redor da lagoa da Pampulha, no bairro Jardim Atlântico em Belo Horizonte,  Minas Gerais, Brasil, por encomenda do então prefeito Juscelino Kubitschek, no início da década de quarenta. O prédio faz parte do Conjunto Arquitetônico da Pampulha, que se complementa com a igreja de São Francisco de Assis, a Casa do Baile e o Iate Tênis Clube. Foi o primeiro prédio do conjunto a ser construído.
| “ | Fiz este projeto em uma noite, não tive outra alternativa. Mas quando funcionava como cassino, cumpria bem suas finalidades, com seus mármores, suas colunas de aço inoxidável, e a burguesia a se exibir, elegante, pelas suas rampas. | ” |

Tão logo foi inaugurado, o primeiro cassino da cidade passou a atrair jogadores de todo o Brasil, transformando a vida noturna de Belo Horizonte. Como o responsável pela casa era Joaquim Rolla, o mesmo administrador do cassino da Urca, no Rio de Janeiro, e do cassino do palácio Quitandinha, em Petrópolis, o cassino levou a Belo Horizonte algumas das maiores atrações de shows musicais internacionais.
Burle Marx assina os jardins externos, que são decorados por três esculturas (de Ceschiatti, Zamoyski e José Pedrosa). Desde a reforma de 1996, suas instalações possuem biblioteca, loja de souvenirs, café e salas de multimídia.

## Conversão em museu
Os tempos de glória do Cassino da Pampulha duraram pouco. Em 30 de abril de 1946, durante o governo do General Gaspar Dutra, o jogo foi proibido em todo o Brasil. A conversão do cassino em museu de arte foi proposta pelos arquitetos mineiros Sylvio de Vasconcellos, que veio a ser seu primeiro diretor, e Celso Pinheiro, que foi seu conservador-chefe até 1965. A conversão se concretizou no ano de 1957, quando era conhecido como "Palácio de Cristal".

## Acervo
O MAP possui um acervo de 1.400 obras, dentre as quais estão mostras da Arte Contemporânea brasileira, que enfocam variadas tendências artísticas. Um dos destaques do acervo são as obras de Guignard. Seu acervo reúne obras de diversos artistas plásticos como Oswaldo Goeldi, Fayga Ostrower e Anna Letycia, obras de modernistas como Di Cavalcanti, Livio Abramo, Bruno Giorgi e Ceschiatti e dos contemporâneos Antonio Dias, Frans Krajcberg, Ado Malagoli, Iberê Camargo, Tomie Ohtake, Ivan Serpa, Milton Dacosta, Alfredo Volpi, Franz Weissmann, entre outros.

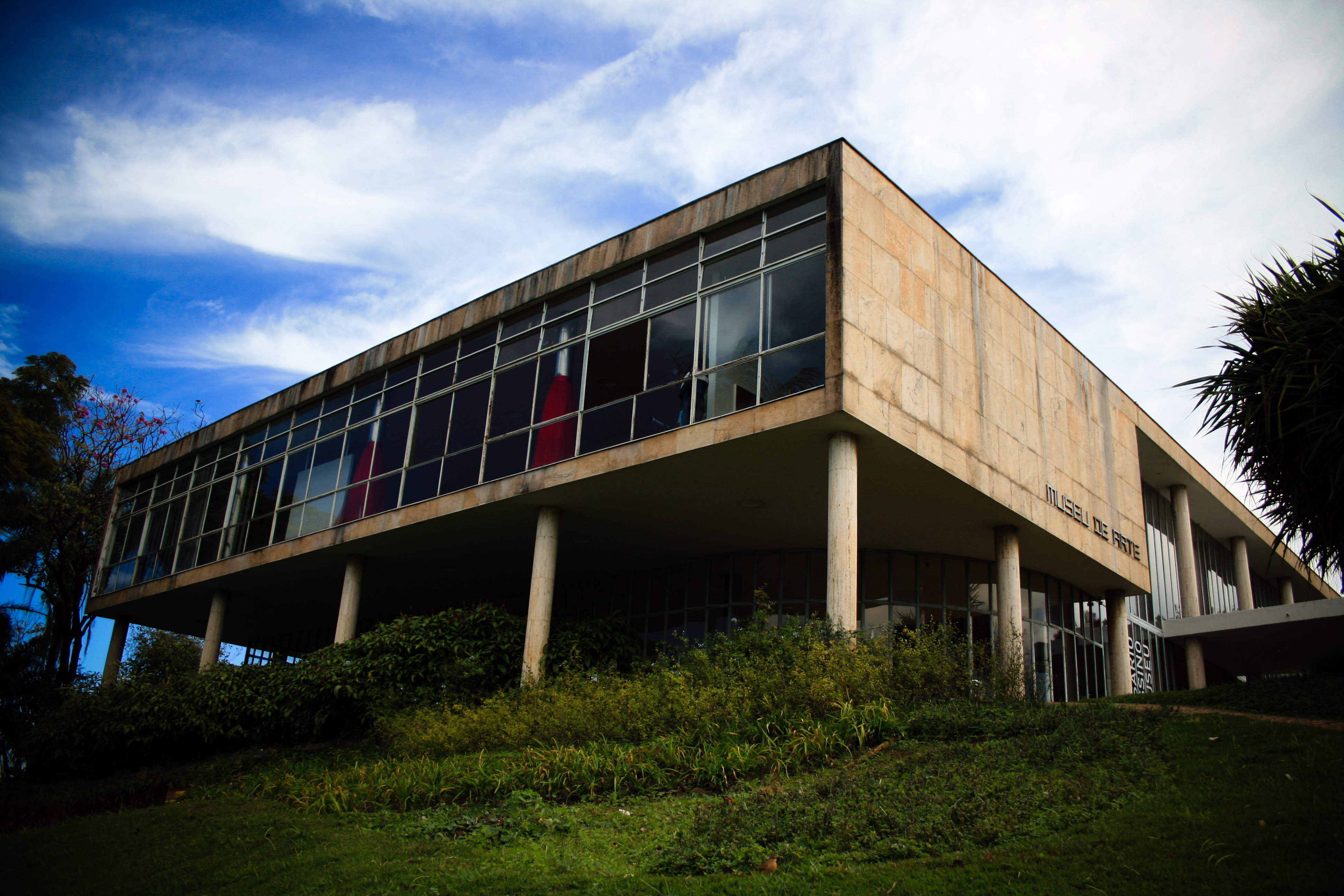
Fachada lateral do Museu de Arte da Pampulha

Em sete décadas de funcionamento, o museu nunca passou por grandes restaurações, mesmo com problemas de infiltração que remetem ao rompimento da represa da Pampulha em 1955. Em 2016, a Fundação Municipal de Cultura anunciou que em julho o MAP seria fechado para dar início a uma grande reforma por todo o prédio, na duração de dois anos e custo de R$4,2 milhões.